# Ferrovia del Muottas Muragl
La ferrovia del Muottas Muragl (in tedesco Muottas-Muragl-Bahn) è una funicolare che congiunge la stazione ferroviaria di Punt Muragl, posta sulla ferrovia dell'Engadina, con il rifugio Muottas Muragl.
L'intero percorso della linea si svolge nel territorio comunale di Samedan.